# سائوریا ایرلاینز
سائوریا ایرلاینز (به انگلیسی: Saurya Airlines) یک شرکت هواپیمایی با کد یاتا S1 است که در تاریخ ۲۰۱۴ میلادی تأسیس شده است.
دفتر مرکزی سائوریا ایرلاینز در نپال واقع شده است و قطب این شرکت هواپیمایی در فرودگاه بین‌المللی تریبهوان قرار دارد و به ۵ مقصد، پرواز مستقیم انجام می‌دهد.